# Mount Sandved
Mount Sandved ist ein 2440 m hoher Berg in der antarktischen Ross Dependency. Er ragt 3 km nördlich des Mount Dougherty im nördlichen Teil der Queen Elizabeth Range des Transantarktischen Gebirges auf.
Der United States Geological Survey kartierte ihn anhand eigener Tellurometervermessungen und Luftaufnahmen der United States Navy aus den Jahren 1960 bis 1962. Das Advisory Committee on Antarctic Names benannte ihn 1966 nach Kurt George Sandved (1929–1993), dem Informationsmanager im Amt des Polarprogramms der National Science Foundation.